# De oro puro
De oro puro es una telenovela venezolana hecha por RCTV en el año 1994, de la pluma de Julio César Mármol. Protagonizada por Hylene Rodríguez y Mauricio Rentería, y con la participación antagónica de Flor Núñez.

## Sinopsis
Mariana joven que esconde tras su belleza e inocencia la fortaleza de una indómita joven que posee extraños y sobrenaturales poderes que la someten, y le hacen ver más allá del presente. En este marco de circunstancias, la atracción que sentirá hacia el valiente Marum será definitiva. Sin embargo, tendrá que enfrentarse a la enigmática Auriselvia Luzardo, quien también está enamorada del joven. Esta mujer hermosa es asistente de la abuela, vieja cariñosa familiar directo del protagonista gravemente enferma detrás de un espejo para evitar contagio con virus y bacterias multimillonaria, Auriselvia se encarga de todos los negocios de la abuela pues es su secretaria privada, pero todo envuelve un misterio. Auriselvia resultó ser por designios de Dios un ser que nunca muere, un ser inmortal, desde que estuvo frente al momento de la crucifixión y renegó de Jesucristo. Viendo morir a todos los seres que ha amado en esos mil novecientos noventa y cuatro años, existe junto al doctor Lanco y la computadora "Madre", una posibilidad de que nazca un ser como ella juntando sus genes con los de sus bisnieto: Marum. Lo que conlleva al giro de la trama de esta mágica historia, sin contar que Mariana es hija de Auriselvia, heredando el don de la premonición.

## Elenco
- Hylene Rodríguez - Mariana Brekenheimer
- Mauricio Rentería - Marum Gruber Soulez
- Guillermo Ferrán - Cristóbal Brekenheimer
- José Daniel Bort - Milton Gruber Soulez
- Flor Núñez - Auriselvia Luzardo
- Alberto Sunshine - Erasmo
- Dad Dáger - Rovenna
- Hilda Abrahamz - Camila Aristiguieta Lynch
- Dora Mazzone - Virginia Cusiel de Brekenheimer
- Alexander Milic - Lanco Klopenberger
- Jorge Palacios - Erasmo Delfín Soulez
- Rosario Prieto - Fausta Gómez
- Francis Romero - Cecilia Azócar
- Laura Brey - Rosa Viloria
- Carlos Cruz - Isaías Gruber
- Vicente Tepedino - Alcides Alfieri
- Mariam Valero - Winnifer Lozano
- Karl Hoffman - Raúl Brekenheimer
- Abby Raymond - Malene Soulez Gruber
- Jean Carlos López
- Linasbel Noguera
- Samuel González
- Emilio Lovera - Cristino Querales "Casi-Casi"
- Eduardo Gadea Pérez
- Aristides Aguilar - Carmack
- Esther Orjuela - Cipriana
- Liliam Rentería
- Leopoldo Regnault - Victorino
- Andrés Izaguirre - Luis Daniel
- Virgilio Galindo
- Mimí Sills - Hellem
- Ana Castell - Saturlina
- Carlos Acosta
- Aminta de Lara
- Armando Zambrano
- Denis Brito
- Milton Quero

- Datos: Q5244667